# Lothar Zinn
Lothar Zinn (ur. 19 marca 1938 w Erfurcie, zm. 29 lutego 1980 w Berlin) – niemiecki szachista reprezentujący Niemiecką Republikę Demokratyczną, mistrz międzynarodowy od 1965 roku.

## Kariera szachowa
Pierwsze znaczące sukcesy szachowe odniósł w latach 1955 i 1956, dwukrotnie zdobywając tytuły mistrza NRD juniorów. W latach 60. XX wieku należał do ścisłej czołówki wschodnioniemieckich szachistów, dwukrotnie (Premnitz 1961, Annaberg-Buchholz 1965) zdobywając złote medale w finałach indywidualnych mistrzostw kraju. W latach 1960–1964 pięciokrotnie wystąpił na drużynowych mistrzostwach świata studentów, w 1961 r. zdobywając w Helsinkach brązowy medal. Pomiędzy 1962 a 1970 r. czterokrotnie reprezentował barwy NRD na szachowych olimpiadach, natomiast w 1970 r. zdobył w Kapfenbergu dwa brązowe medale drużynowych mistrzostw Europy (wspólnie z drużyną oraz za indywidualny wynik na VI szachownicy). Był również trzykrotnym (1971, 1973, 1976) mistrzem NRD w szachach błyskawicznych, jak również złotym medalistą mistrzostw kraju w szachach szybkich (1977).
Odniósł kilka sukcesów w turniejach międzynarodowych, m.in. dz. I m. w Zittau (1956, wspólnie z Františkiem Blatným), dz. III m. w Mariborze (1967, za Wolfgangiem Unzickerem i Samuelem Reshevskym, wspólnie z Aleksandarem Matanoviciem i Borislavem Ivkovem), V m. w Halle (1967, turniej strefowy, za Lajosem Portischem, Vlastimilem Hortem, Milanem Matuloviciem i Wolfgangiem Uhlmannem), II m. w Zinnowitz (1969, za Burkhardem Malichem) oraz I m. w Děčínie (1973).
Najwyższy ranking w karierze osiągnął 1 lipca 1973 r., z wynikiem 2435 punktów dzielił wówczas 8-9. miejsce wśród szachistów Niemieckiej Republiki Demokratycznej. Według retrospektywnego systemu Chessmetrics, najwyżej sklasyfikowany był w lipcu 1968 r., zajmował wówczas 89. miejsce na świecie.